# Красное (городской округ Серебряные Пруды)
 Кра́сное  — село в городском округе Серебряные Пруды Московской области.

## География
Находится в южной части Московской области на расстоянии приблизительно 6 км на юго-запад по прямой от окружного центра поселка Серебряные Пруды.

## История
Известно с 1597 года как слободка, в 1629 году упоминалось как пустошь, в 1763 году имение графа Н. П. Шереметева. В 1816 году 83 двора, имелась деревянная Николаевская церковь (с 1857 каменная, не сохранилась), в 1858—197 дворов, в 1880—134, в 1916—177, в 1974 — 34. В советское время работал колхоз «2-я пятилетка», позднее СПК им. Ленина. В период 2006—2015 годов входило в городского поселения Серебряные Пруды Серебряно-Прудского района. Ныне имеет дачный характер.

## Достопримечательности
Часовня, построенная после 1991 года.

## Население
Постоянное население составляло 552 человека (1763), 797 (1795), 857 (1816), 926 (1858), 870 (1880), 1407 (1916), 50 (1974), 19 в 2002 году (русские 95 %), 5 в 2010.